# Abakus

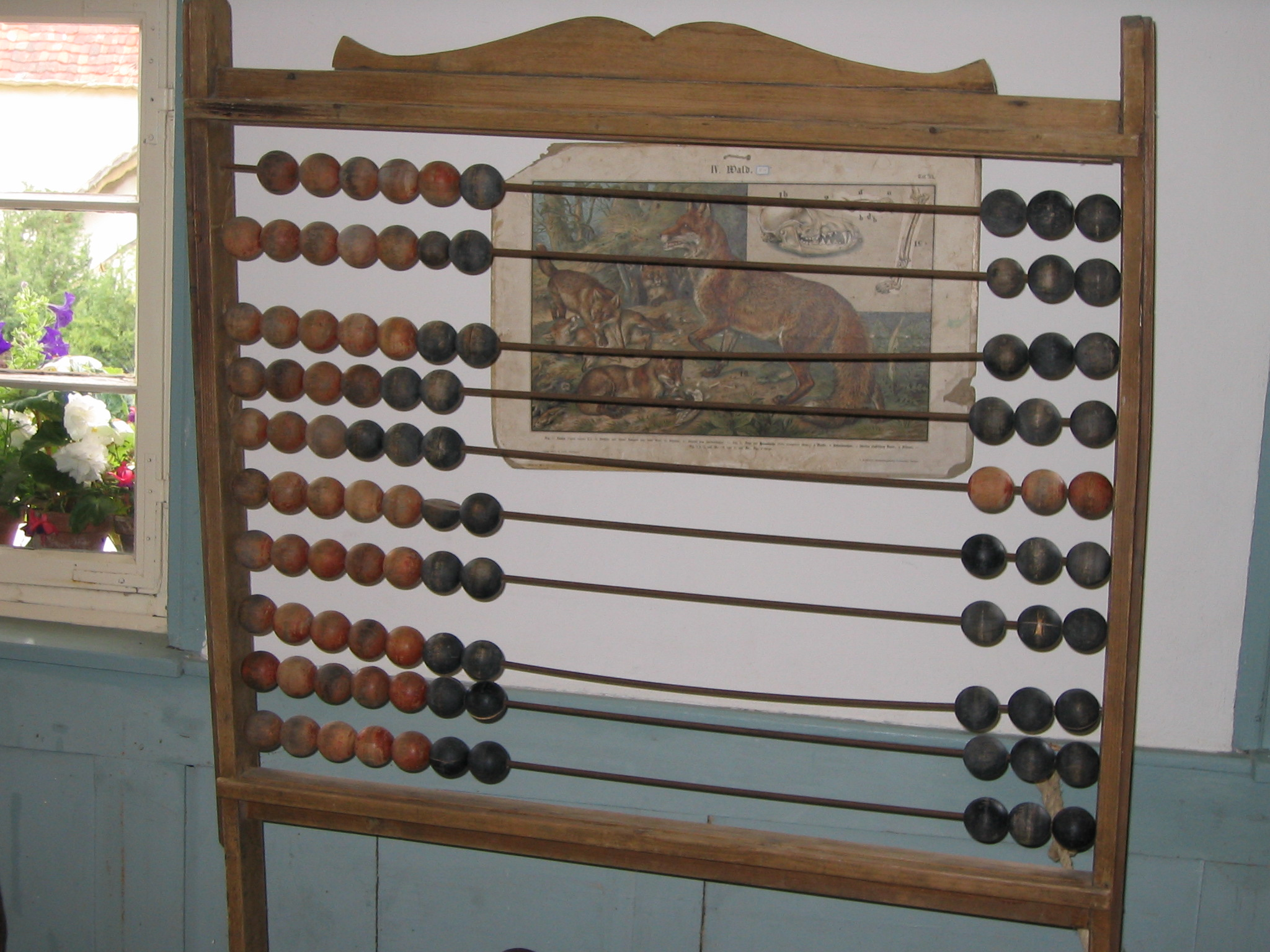

En abakus, eller kulram, är ett gammalt räkneredskap som består av en platta eller en ram med stavar eller trådar där kulor kan skjutas fram och tillbaka. Abakusen har använts under antiken och i många utomeuropeiska kulturer. Kulramar av diverse modeller används fortfarande ibland i till exempel Japan och Kina. Den japanska versionen kallas soroban, den kinesiska suan pan. Vid användning läggs ramen på ett bord eller hålls i knäet med stavarna riktade längs med betraktelseriktningen.
En rysk variant används liggande med stavarna riktade höger–vänster från betraktaren räknat. En liknande kulram, men stående på fötter, vertikalt mot bordet användes i svenska folkskolan i äldre tider, och  förekommer som leksak i Sverige än i dag. Den ramen har en grupp av fem färgade kulor uppträdda på en horisontell metalltråd, och på samma tråd en grupp på fem kulor i en annan färg. I ramen fanns sen ett antal likadana trådar med kulor monterade ovanför varandra. Liknande kulramar förekommer i flera europeiska länder.

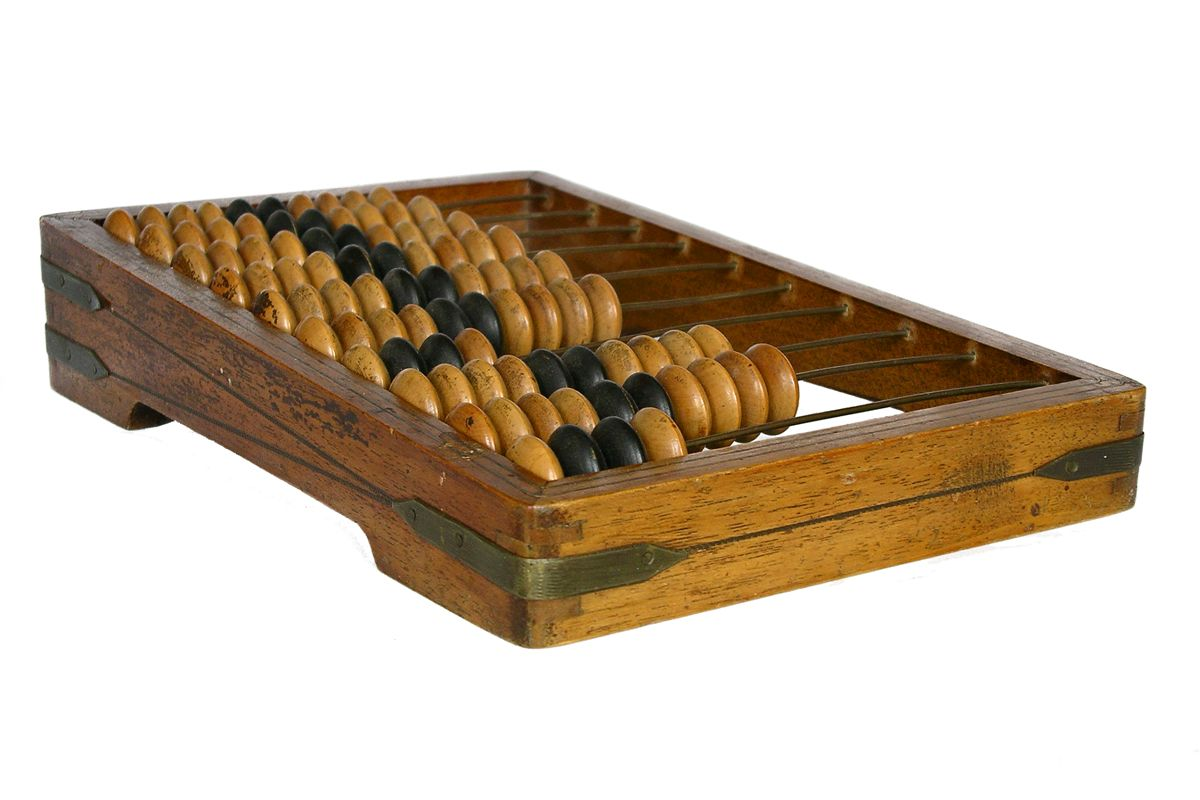
Rysk kulram (stjoty) från början av 1900-talet.

## Avläsning

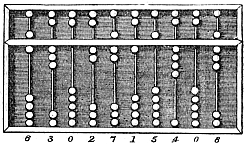
Kinesisk abacus (suan pan). Bilden visar talet 6 302 715 408. Se brödtexten för förklaring av avläsning.

De vertikala stavarna eller trådarna (se bilden till höger) representerar, räknat från höger till vänster, ental, tiotal, hundratal etc.
Kulorna i den undre gruppen har var och en värdet 1 (när den är skjuten uppåt mot skiljelisten mellan grupperna), eller värdet 0 (när kulan är skjuten i riktning nedåt mot ramen).
Kulorna i övre gruppen har vardera värdet 0 när den är skjuten uppåt i riktning mot ramen, eller värdet 5, när den är skjuten nedåt i riktning mot skiljelisten.
De 7 kulorna på en stav kan ställas in i 18 olika kombinationer (varav två ger samma siffra som en annan kombination), varmed först och främst alla siffror 0–9 kan representeras (decimala talsystemet). De överskjutande kombinationerna kan representera siffrorna A–F vid hexadecimal räkning.
Summan av kulornas inställda värde längs en av stavarna representerar det betraktade talets värde.
Bilden (ovan/till höger) visar talet 6 302 715 408 enligt följande (från vänster till höger):
| Övre gruppen | Undre gruppen | Beräkning   | Resultat |
| ------------ | ------------- | ----------- | -------- |
| 1 nedåt      | 1 uppåt       | (1 × 5) + 1 | 6        |
| 0 nedåt      | 3 uppåt       | (0 × 5) + 3 | 3        |
| 0 nedåt      | 0 uppåt       | (0 × 5) + 0 | 0        |
| 0 nedåt      | 2 uppåt       | (0 × 5) + 2 | 2        |
| 1 nedåt      | 2 uppåt       | (1 × 5) + 2 | 7        |
| 0 nedåt      | 1 uppåt       | (0 × 5) + 1 | 1        |
| 1 nedåt      | 0 uppåt       | (1 × 5) + 0 | 5        |
| 0 nedåt      | 4 uppåt       | (0 × 5) + 4 | 4        |
| 0 nedåt      | 0 uppåt       | (0 × 5) + 0 | 0        |
| 1 nedåt      | 3 uppåt       | (1 × 5) + 3 | 8        |

Genom att skjuta kulorna fram och tillbaka enligt olika regler kan man hantera de fyra enkla räknesätten addition, subtraktion, multiplikation och division. Men möjligheterna är inte slut därmed: det finns regler för utdragning av såväl kvadratrötter som kubikrötter. Fjärde roten kan beräknas genom att man bestämmer kvadratroten två gånger successivt.
En van abakusräknare finner det rätta resultatet snabbare än vad som är möjligt med elektromekaniska additionsmaskiner och s.k. räknesnurror av typ Original-Odhner.

## Etymologi
Abakus kommer från latinets abacus och grekiskans abax eller abakos. Eventuellt har grekiskan hämtat ordet från ett ännu äldre hebreiskt ord, abq, som betyder sand.